# Саїманга червоносмуга
Саїманга червоносмуга (Anthreptes rubritorques) — вид горобцеподібних птахів родини нектаркових (Nectariniidae). Ендемік Танзанії.

## Опис
Довжина птаха становить 8,5-9 см. Верхня частина тіла зелена, блискуча і райдужна. Крила темні, нижня частина тіла темно-сіра. У самців на грудях червона смуга. У самиць голова оливково-зелена, ннижня частина тіла сірувата, смуга на грудях відсутня.

## Поширення і екологія
Червоносмугі саїманги поширені в горах східної Танзанії. Вони живуть в тропічних лісах і саванах, на полях і плантаціях. Зустрічаються на висоті від 750 до 1500 м над рівнем моря.

## Збереження
МСОП класифікує цей вид як вразливий. За оцінками дослідників, популяція червоносмугих саїманг становить від 1500 до 7000 птахів. Їм загрожує знищення природного середовища.